# Chris Avram
Chris Avram (Bucarest, 28 agosto 1931 – Roma, 10 gennaio 1989) è stato un attore rumeno.

## Biografia
Nativo di Bucarest, in  Romania, dopo aver girato da giovane alcune pellicole in patria e all'estero, Chris Avram è stato scelto per interpretare alcune pellicole in Italia; che per la maggior parte furono polizieschi e thriller.
Tra i suoi ruoli più importanti quello in Reazione a catena di Mario Bava (1971), Servo suo di Romano Scavolini (1973), ed ancora il ruolo del giudice Marco Serra ne Il giudice e la minorenne (1974).
Chiude la sua carriera partecipando, spesso con ruoli marginali, ad alcune commedie (tre di queste interpretate assieme a Lino Banfi e a Paolo Villaggio, come Sogni mostruosamente proibiti del 1982), fatta eccezione per il film Lo studente (1982), accanto ad un giovane Nino D'Angelo, in cui ha un ruolo di maggiore rilievo.
Nella sua carriera ha usato diversi pseudonimi; la sua carriera è durata fino alla prima metà degli anni ottanta.

## Filmografia

### Cinema

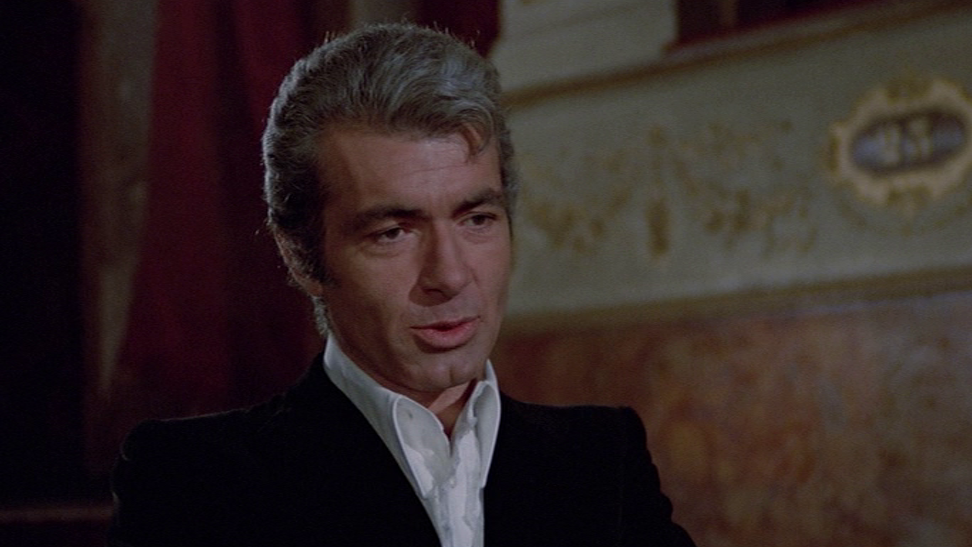
Chris Avram in L'assassino ha riservato nove poltrone (1974)

- Poveste sentimentala, regia di Iulian Mihu (1961)
- Nu vreau sa ma însor, regia di Manole Marcus (1961)
- Darclée, regia di Mihai Jacob (1961)
- Anotimpuri, regia di Savel Stiopul (1963)
- Mona, l'étoile sans nom, regia di Henri Colpi (1965)
- De-as fi Harap Alb, regia di Ion Popescu-Gopo (1965)
- Zodia Fecioarei, regia di Manole Marcus (1966)
- Manon 70, regia di Jean Aurel (1968)
- Il tempo di vivere, regia di Bernard Paul (1969)
- Delitto al circolo del tennis, regia di Franco Rossetti (1969)
- Il sole nella pelle, regia di Giorgio Stegani (1971)
- Reazione a catena, regia di Mario Bava (1971)
- W Django!, regia di Edoardo Mulargia (1971)
- Varietés, regia di Juan Antonio Bardem (1971)
- I senza Dio, regia di Roberto Bianchi Montero (1972)
- Rivelazioni di un maniaco sessuale al capo della squadra mobile, regia di Roberto Bianchi Montero (1972)
- Fuori uno... sotto un altro, arriva il Passatore, regia di Giuliano Carnimeo (1973)
- Cuore, regia di Romano Scavolini (1973)
- Number One, regia di Gianni Buffardi (1973)
- Milano trema: la polizia vuole giustizia, regia di Sergio Martino (1973)
- Servo suo, regia di Romano Scavolini (1973)
- I figli di nessuno, regia di Bruno Gaburro (1974)
- El amor empieza a medianoche, regia di Pedro Lazaga (1974)
- L'assassino ha riservato nove poltrone, regia di Giuseppe Bennati (1974)
- Il giudice e la minorenne, regia di Franco Nucci (1974)
- L'ossessa, regia di Mario Gariazzo (1974)
- Il pavone nero, regia di Osvaldo Civirani (1975)
- Stangata in famiglia, regia di Franco Nucci (1976)
- Sfida sul fondo, regia di Melchiade Coletti (1976)
- Emanuelle nera - Orient Reportage, regia di Joe D'Amato (1976)
- La malavita attacca... la polizia risponde!, regia di Mario Caiano (1977)
- California, regia di Michele Lupo (1977)
- Il commissario di ferro, regia di Stelvio Massi (1978)
- Le pene nel ventre, regia di Giulio Petroni (1978)
- Il commissario Verrazzano, regia di Francesco Prosperi (1978)
- Sette uomini d'oro nello spazio, regia di Alfonso Brescia (1979)
- La ripetente fa l'occhietto al preside, regia di Mariano Laurenti (1980)
- Teste di quoio, regia di Giorgio Capitani (1981)
- Giochi erotici nella terza galassia, regia di Bitto Albertini (1981)
- Vai avanti tu che mi vien da ridere, regia di Giorgio Capitani (1982)
- Sogni mostruosamente proibiti, regia di Neri Parenti (1982)
- Lo studente, regia di Ninì Grassia (1982)

### Televisione
- L'inafferrabile Rainer (L'éntrage monsieur Duvallier), regia di Victor Vicas – miniserie TV (1979)

## Doppiatori italiani
- Pino Locchi in Cuore, Servo suo
- Cesare Barbetti in Milano trema: la polizia vuole giustizia, Il commissario Verrazzano
- Pino Colizzi in Reazione a catena, I senza Dio
- Sergio Graziani in Delitto al circolo del tennis, California
- Michele Gammino in Il giudice e la minorenne, Il commissario di ferro
- Elio Zamuto in Stangata in famiglia
- Antonio Colonnello in La ripetente fa l'occhietto al preside
- Diego Michelotti in Lo studente
- Sandro Sardone in Vai avanti tu che mi vien da ridere
- Pieraldo Ferrante in Sogni mostruosamente proibiti
- Carlo Alighiero in W Django!
- Michele Kalamera in Il pavone nero